# جامعة عمان الأهلية
جامعة عمَّان الأهلية هي أول جامعة خاصة في المملكة الأردنية الهاشمية تأسست عام 1990. معتمدة اعتماداً عاماً وخاصاً وكذلك هي عضو في اتحاد الجامعات العربية والإسلامية والعالمية. وتسعى الجامعة إلى التميز والارتقاء بجودة مخرجات التعليم، من خلال تبني منهجيات واستراتيجيات تعتمد على بناء نظام ضبط جودة ومتابعة نوعية في جميع الكليات والأقسام الأكاديمية والمراكز والدوائر الإدارية، لتتبوأ مركزاً متقدماً في مؤسسات التعليم العالي، ليس على مستوى المملكة الأردنية الهاشمية فحسب، وإنما على مستوى العالم العربي. وضمن هذا الإطار ولمواكبة التطور التكنولوجي السريع في عصر ثورة المعلومات، قامت الجامعة بتبني تقنيات المعلومات، والتعلم الإلكتروني وتوظيف ذلك في النظام التعليمي في التخصصات كافة، لتكون بذلك جامعة عمان الأهلية من أوليات الجامعات التي تنبت هذه التقنيات. تمنح الجامعة شهادة البكالوريوس ويعتبر نظام التدريس فيها هو نظام الساعات المعتمدة، كما استحدثت الجامعة برنامج الماجستير في الحقوق بعد موافقة وزارة التعليم العالي. وتقع جامعة عمان الأهلية على طريق السلط وعلى بعد 20 كم من العاصمة عمان.

## الكليات
تضم الجامعة ثمانية كليات وعمادة شؤون الطلبة وعمادة البحث العلمي والدراسات العليا وعمادة القبول والتسجيل
- كلية الآداب والعلوم:
  - قسم اللغة الإنجليزية وآدابها.
  - قسم اللغة الإنجليزية والترجمة.
  - قسم علم النفس.
  - قسم التربية الخاصة.
  - قسم العلوم الإنسانية والاجتماعية.
- كلية تقنية المعلومات:
- قسم الذكاء الإصطناعي
- قسم علم الحاسوب.
- قسم الشبكات والأمن السيبراني.
- قسم هندسة البرمجيات.
- قسم علم البيانات والذكاء الاصطناعي.
- كلية الحقوق:
  - قسم القانون العام.
  - قسم القانون الخاص.
- كلية العلوم الإدارية والمالية:
  - قسم الإدارة.
  - قسم المحاسبة.
  - قسم العلوم المالية والمصرفية.
  - قسم نظم المعلومات الإدارية.
  - قسم التسويق.
  - قسم الأعمال والتجارة الإلكترونية
- كلية الهندسة:
  - هندسة مدنية.
  - هندسة الحاسوب.
  - هندسة إلكترونيات واتصالات.
  - الهندسة الطبية الحيوية.
  - الهندسة الكهربائية.
- كلية العمارة والتصميم:
  - قسم هندسة العمارة.
  - قسم التصميم الداخلي.
  - قسم التصميم الجرافيكي.
  - قسم التصميـم السينمــائي والتليفزيـوني والمسـرحي
- كلية التمريض:
  - قسم التمريض.

الألوان الدالة على كليات الجامعة
| كلية الاّداب والعلوم | كلية تقنية المعلومات | كلية الحقوق | كلية العلوم الإدارية والمالية | كلية الصيدلة والعلوم الطبية | كلية الهندسة | كلية العمارة والتصميم | كليةالتمريض |
| ------------------- | -------------------- | ----------- | ----------------------------- | --------------------------- | ------------ | --------------------- | ----------- |
|                     |                      |             |                               |                             |              |                       |             |

## عمادة شؤون الطلبة
نشأت عمادة شؤون الطلبة مع بداية نشأة الجامعة في عام 1990 تحت مسمى «دائرة شؤون الطلبة» وفي بداية العام الجامعي 1993/1994 تغير مسماها إلى عمادة شؤون الطلبة. وتكتسب العمادة أهميتها في جامعة عمان الأهلية من كونها أحد أعمدة الجامعة الأساسية لأنها تسعى إلى مساعدة الطلبة من خلال اكتشاف مواهبهم وقدراتهم الشخصية والتزامها برعايتهم والاهتمام بهم من أجل الإسهام في صقل جيل منتج متميز صالح مؤمن منتمٍ لتراث وعراقة أمته وبلده، متمسك بالقيم الأصيلة الفاضلة. وتسعى عمادة شؤون الطلبة إلى تنمية شخصية الطالب عن طريق وضع الخطط والبرامج والأنشطة اللازمة لذلك.

## عمادة البحث العلمي والدراسات العليا
دأبت جامعة عمان الأهلية منذ تأسيسها عام 1990، باعتبارها أول جامعة خاصة في المملكة الأردنية الهاشمية، على توفير الظروف الأكاديمية والاجتماعية التي تؤهلها لكي تحتل مكانة مرموقة في مصاف الجامعات الأردنية والعربية. وتأسيساً على ذلك حرصت على خلق الأجواء الكفيلة باستحداث وتطوير البرامج الأكاديمية بالشكل الذي يواكب متطلبات التطور النوعي في التعليم العالي في ضوء المتغيرات السريعة في عالم تكنولوجيا المعلومات ومتطلبات سوق العمل محلياً وعربياً. تأسست عمادة البحث العلمي في العام 1998، لتتولى مسؤولية الإشراف على تطوير ودعم البحث العلمي في المجالات الأساسية والتطبيقية. وابتداءً من عام 2005 أصبحت تسمى عمادة الدراسات العليا والبحث العلمي، بعدما قامت الجامعة وبموافقة وزارة التعليم العالي والبحث العلمي بطرح برنامج الماجستير في تخصص الحقوق للعام الأكاديمي 2005-2006، ليكون أول تخصص دراسات عليا في الجامعة مسهماً بذلك في الارتقاء بدور الجامعة في مجال البحث العلمي، بالإضافة إلى دورها الرئيس في مجالي التدريس وخدمة المجتمع. وحرصاً من إدارة الجامعة على تفعيل دورها الريادي في مجال البحث الأكاديمي، فقد عملت على توفير الشروط المادية والفنية التي أهلتها لطرح برنامجين إضافيين في ماجستير علم النفس الإكلينيكي والعلوم الصيدلانية في العام الأكاديمي 2009 – 2010.
وفي العام الأكاديمي 2010 – 2011 تمكنت الجامعة من استحداث ثلاثة برامج ماجستير أخرى في اللغة الإنجليزية وآدابها، وهندسة الاتصالات، وإدارة الأعمال (MBA). وانسجاماً مع توجه الجامعة في توسيع دائرة علاقاتها فقد أبرمت في العام ذاته مع كلية إدنبرة للأعمال (Edinburgh Business School) في جامعة هيريوت - وات (Heriot-Watt University) اتفاقية تعاون أكاديمي لفتح برنامجاً مشتركاً في إدارة الأعمال (MBA) تشرف عليه كلية العلوم الإدارية والمالية في جامعة عمان الأهلية بالاشتراك مع كلية الأعمال - إدنبرة (Edinburgh Business School) محققةً بذلك مزيداً من التقدم في مجال التفاعل الأكاديمي البناء على كافة المستويات؛ محلياً وإقليمياً وعالمياً، ومستجيبة لتوجه الجامعة في تحقيق معايير النوعية وضمان الجودة.

## مركز الحوراني للتعلم الإلكتروني
تتسارع وتيرة التغيرات العالمية بشكل لم يسبق له مثيل، خصوصاً في مجال المعلومات والمعرفة وهو ما شكّل تحدياً حقق حضوراً مستمراً أمام مراكز التعليم، وعلى الأخص، الجامعات التي لطالما ظلت القلب النابض الذي يعبر عن حاجات المجتمع وتطلعاته وبما يحقق مواكبة لتلك التغيرات.
لقد قامت جامعة عمان الأهلية، منذ انطلاقتها عام 1990، على مجاراة ذلك الواقع معتمدة على رؤية تمنحها تميزاً في خدماتها وتقوم على تحقيق جودة مخرجاتها التعليمية بما يعكس تأهيلاً ذا صيغة تفاعلية ضمن بيئة إلكترونية حرصت الجامعة على توفيرها بإنشاء مركز الحوراني للتعلم الإلكتروني الذي ولد في عام 2008 بعد سلسلة من الجهود الحثيثة التي تراكمت لتقدم الأكثر تميزاً في هذا الصعيد حيث عكست البنية التحتية والتجهيزات لهذا المركز حجم الرعاية الذي حظي به، أي على مستوى المنطقة أو نظرائه من المراكز المنتشرة عالمياً، الأمر الذي أتاح مدىً أوسع للطلبة والأساتذة لتحقيق تواصل كفئ مع عالم المعرفة وأساليب التمدرس والتدريس.

## مجمع الأرينا الثقافي
تم تصميم مجمع الأرينا لخدمة المجالات الثقافية والرياضية والترفيهية عن طريق تطبيق المفاهيم الهندسية الحديثة والتجهيزات المتقدمة والمصممة حسب أحدث المواصفات العالمية. وقد تم افتتاح المجمع في الأول من يناير لعام 1998 وكان أول حفل للمجمع هو حفل تخريج جامعة عمان الأهلية في 15/8/2008 أما الاحتفال الرسمي لافتتاح المجمع هو استضافة الفنانة فيروز لإقامة حفل فني.
يحتوي المجمع على مرافق متعددة تضمن للمشترك ممارسة أي نشاط رياضي وحضور الفعاليات الرياضية والفنية والثقافية.
- موقع جامعة عمان الأهلية